# Stathmopodidae
Stathmopodidae is een familie van vlinders.

## Geslachten
(Indicatie van aantallen soorten per geslacht tussen haakjes)
- Actinoscelis  (2)
- Aeoloscelis  (10)
- Arauzona  (2)
- Calicotis  (7)
- Coracistis  (1)
- Cuprina  (1)
- Dolophrosynella  (1)
- Ethirastis  (1)
- Eudaemoneura  (3)
- Hieromantis  (13)
- Lamprystica  (2)
- Minomona  (1)
- Molybdurga  (1)
- Neomariania  (5)
- Oedematopoda  (14)
- Pachyrhabda  (26)
- Phytophlops  (1)
- Pseudaegeria  (5)
- Sipsa  (1)
- Snellenia  (8)
- Stathmopoda Herrich-Schäffer, 1853 (220)
- Stereosticha  (1)
- Thylacosceles  (6)
- Thylacosceloides  (1)
- Tinaegeria  (3)
- Tortilia  (8)
- Trychnopepla  (1)
- Ursina  (1)
- Vanicela  (5)

## In Nederland waargenomen soorten
- Genus: Stathmopoda
  - Stathmopoda auriferella
  - Stathmopoda pedella - (Pootmot)